# AMX International AMX
AMX International AMX — штурмовик, совместно разработанный Бразилией и Италией. AMX обозначается как A-11 Ghibli в ВВС Италии и A-1 в ВВС Бразилии. Итальянское название «Ghibli» взято из названия сухого горячего ветра Ливийской пустыни.
В апреле 1978 года фирмы «Aeritalia» и «Aermacchi» объединили свои усилия, чтобы удовлетворить тактико-технические требования ВВС Италии к многоцелевому самолёту — истребителю-разведчику, которому было присвоено обозначение MB-340. В 1977 году итальянские ВВС выдали требование на 187 новых ударных самолётов, которые должны были заменить существующие Aeritalia G.91 в роли самолёта непосредственной авиационной поддержки войск. Программа получила дополнительный импульс в 1980 году, когда к ней присоединилась Бразилия. Были разработаны единые требования к самолёту, включившие использование короткой взлётно-посадочной полосы, высокую дозвуковую крейсерскую скорость и наличие навигационной и боевой авионики, что позволило заключить в июле 1981 года соглашение о совместной поставке 266 самолётов.
В результате заключенного меморандума между Италией и Бразилией о совместной разработке ударного самолёта в 1981 году было создано предприятие AMX International, совместная итало-бразильская компания, для разработки, производства и сбыта нового самолёта.

## Разработка

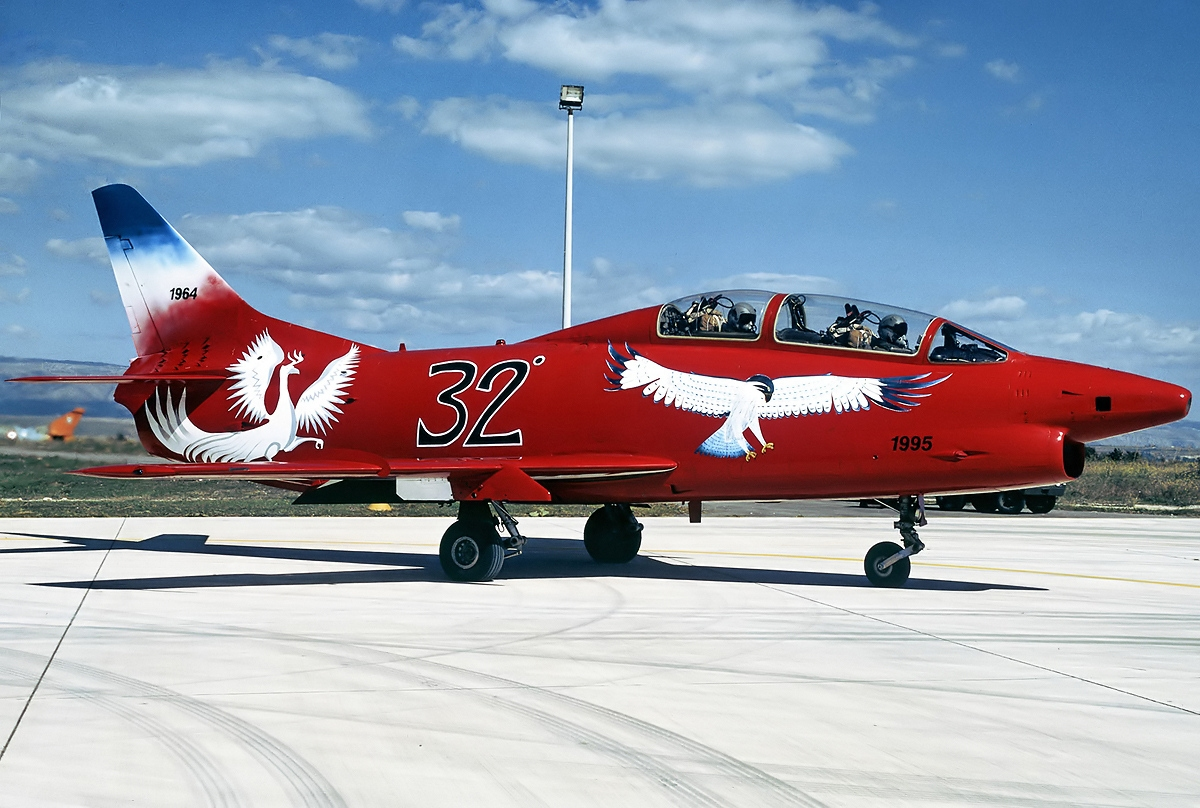
Устаревший к 80-м годам истребитель-бомбардировщик Aeritalia G.91, на замену которому в ВВС Италии пришёл AMX International AMX

В начале 1977 года командование ВВС Италии объявило о решении приобрести 187 новых ударных истребителей, которые должны были заменить существующие Aeritalia G.91, выполнявшие задачи непосредственной авиационной поддержки войск и разведки, а также Lockheed RF-104G Starfighter, также использовавшиеся в разведывательных целях. Вместо того, чтобы конкурировать за контракт, Aeritalia (позднее ставшая Alenia Aeronautica) и Aermacchi объединили свои усилия в подготовке совместного предложения для выполнения тактико-технических требований ВВС Италии к многоцелевому самолёту — истребителю-разведчику, поскольку обе фирмы уже несколько лет рассматривали возможность разработки аналогичного класса самолётов.
В начале 1970-х годов Aermacchi провела работу по проектированию такого лёгкого штурмовика под обозначением MB-340. В апреле 1978 года официально началась разработка совместного проекта.
В 1980 году правительство Бразилии объявило, что намерено участвовать в программе, чтобы обеспечить замену своим устаревшим Aermacchi MB-326. В июле 1981 года правительства Италии и Бразилии согласовали совместные требования к самолёту, и «Embraer» пригласили присоединиться к партнерству в производстве нового самолёта в составе нового совместного предприятия AMX International. Также было достигнуто соглашение о разделении производства AMX между партнерами: для каждого серийного самолёта «Aeritalia» изготавливала 46,5 % компонентов (центральная часть фюзеляжа, стабилизаторы и рули направления), «Aermacchi» производила 22,8 % (передняя часть фюзеляжа и хвостовое оперение), а Embraer выполняла 29,7 % работ (крылья, воздухозаборники, узлы подвески вооружения и подвесные топливные баки). Дублирующего производства не было, каждый компонент самолёта был построен только одним производителем. Планируемая потребность составляла 187 самолётов для Италии и 100 для Бразилии. Конечное число поставленных самолётов составило 136 единиц для ВВС Италии (110 AMX и 26 AMX-T) и 94 единицы для ВВС Бразилии (79 AMX и 15 AMX-T). В общей сложности военно-воздушные силы обеих стран получили 230 самолётов.
На ранних стадиях разработки самолёта изучались различные силовые установки и конфигурации двигателей для нового летательного аппарата. Рассматривались как двухмоторные, так и одномоторные варианты. Использование двигателей из США было немедленно исключено, чтобы избежать любых потенциальных ограничений на возможные экспортные поставки. Среди рассмотренных двигателей были Turbo-Union RB199 (используемый более крупным Panavia Tornado), Rolls-Royce Turbomeca Adour, Rolls-Royce Viper и двигатель Rolls-Royce Spey. В итоге в 1978 году для нового самолёта была выбран двигатель Spey 807, в который были внесены некоторые конструкционные доработки.
Ключевыми характеристиками, на которые делался упор в процессе проектирования нового самолёта, были простота управления и живучесть самолёта. AMX должен был быть способен выдерживать единичный отказ любой бортовой системы без ухудшения лётных характеристик. Чтобы добиться этого, ключевые системы были продублированы, а жизненно важные системы дополнительно защищены. Также рассматривалась возможность бронирования кабины пилота, но в конечном итоге от этого решения отказались из-за связанных с этим высоких расходов на производство. Детальная стадия разработки проекта была завершена в марте 1980 года.
Всего для программы испытаний было изготовлено семь лётных прототипов: три от Aeritalia, два от Aermacchi и два от Embraer, а также два статичных планера для наземных тестов. Первый прототип, собранный в Италии, совершил свой первый полет 15 мая 1984 года. Этот самолёт был потерян во время своего пятого полета в результате несчастного случая, в результате которого погиб его пилот. За исключением этой ранней потери, дальнейшие испытания прошли без серьёзных инцидентов. Первый прототип бразильской сборки совершил свой первый полет 16 октября 1985 года. 11 мая 1988 года первый серийный самолёт совершил свой первый полет. Поставки серийных самолётов в Италию начались в 1988 году, а первые машины для ВВС Бразилии были поставлены в течение следующего года. 14 марта 1990 года прототип двухместного AMX совершил свой первый полет.

## Конструкция

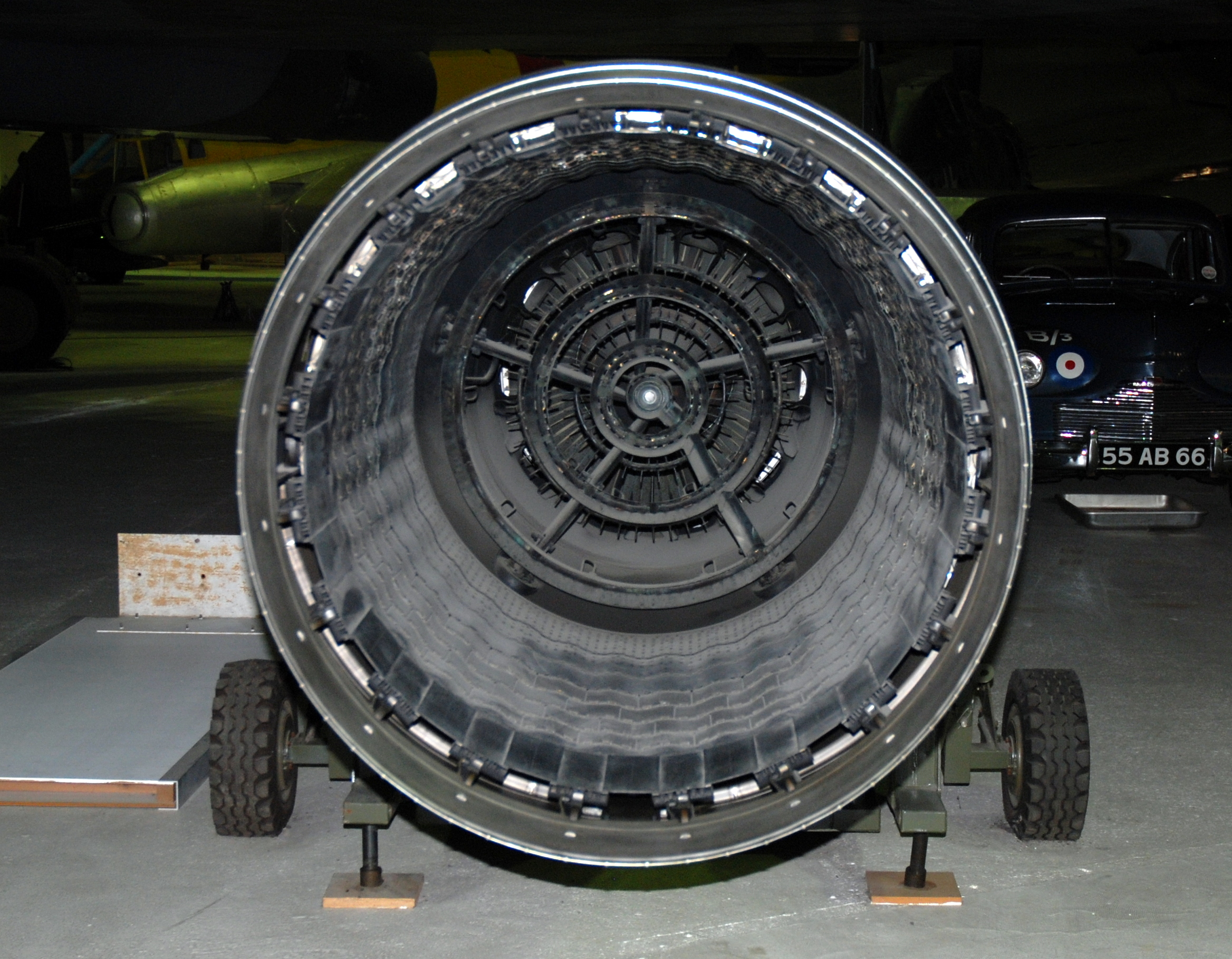
Двигатель Rolls-Royce Spey, устанавливаемый на AMX

AMX построен по схеме моноплан с крылом обычной стреловидности. Центроплан, крылья и большинство элементов планера произведены из алюминия и собираются в единую конструкцию потоковым способом на производственной линии, однако такие элементы, как хвостовой киль и рули высоты, используют в своей конструкции композитные материалы из углеродного волокна. Большая часть внутреннего пространства AMX отведена под авионику и бортовые компьютерные системы. Как навигационная и боевая информационная системы самолёта компьютеризированы. Для обеспечения доступности и простоты обслуживания вся авионика установлена непосредственно в отсеках под кабиной таким образом, чтобы с ней можно было работать на уровне земли без использования дополнительных опорных платформ.
Используя опыт производства Panavia Tornado, AMX оснащен гибридной системой управления полетом. Электродистанционная система управления используется для управления интерцепторами, рулями направления и управляемыми элементами горизонтального оперения самолёта, в то время как элероны и рули высоты приводятся в действие посредством продублированной гидравлической системы. Для элеронов, руля высоты и руля направления предусмотрено ручное управление, что позволяет самолёту летать даже в случае полного отказа гидравлики. Обе системы управления могут действовать независимо друг от друга.

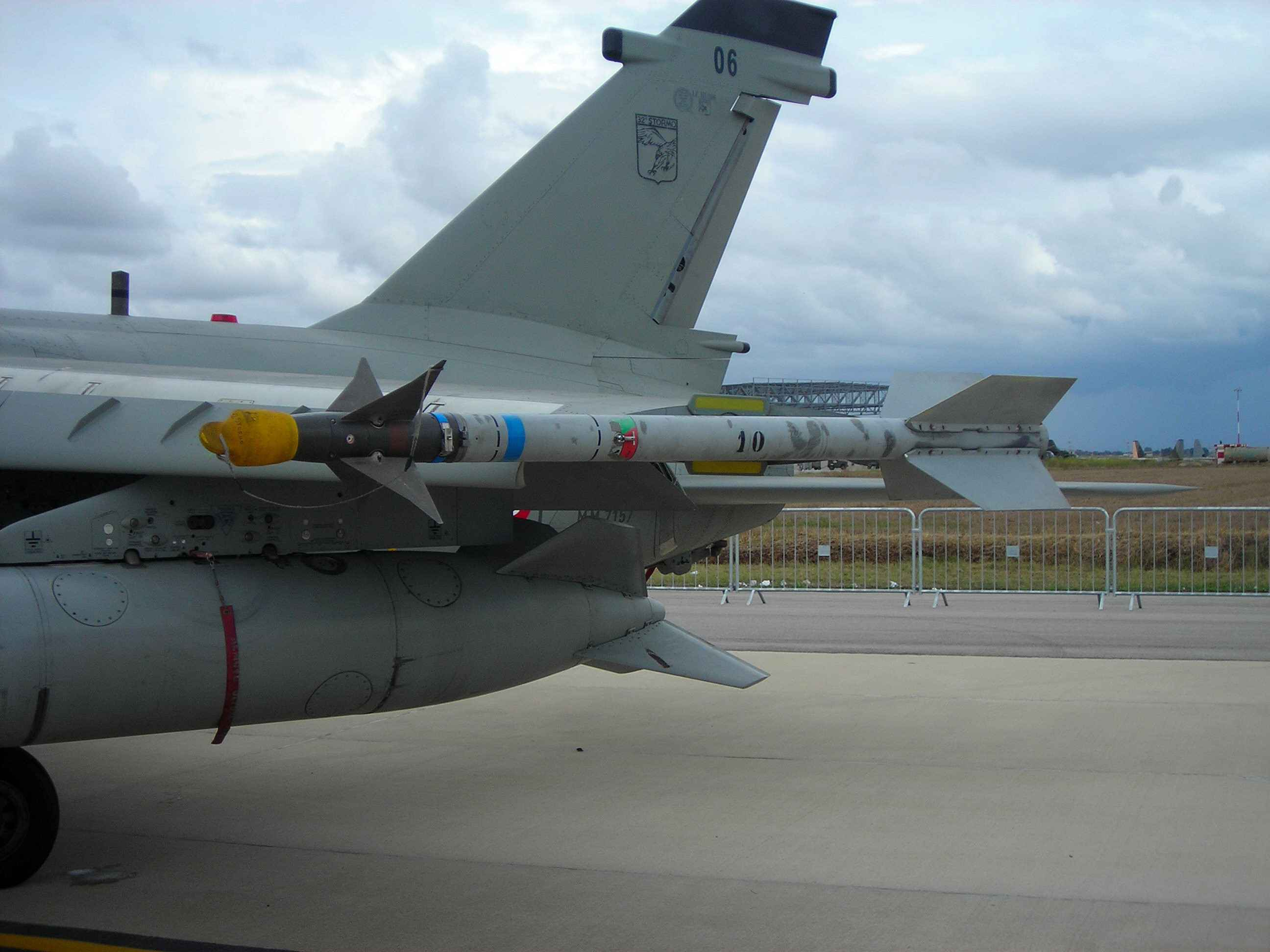
Управляемая ракета AIM-9 Sidewinder установленная на AMX ВВС Италии

В качестве силовой установки в AMX используется один турбовентиляторный двигатель Rolls-Royce Spey модификации RB.168 Mk 807, производства Fiat/Piaggio/Alfa Romeo Avio/CELMA тягой 49,06 кН. Во время разработки самолёта Spey был тяжелее и менее современным, чем некоторые из доступных альтернатив, но он считался надежным, относительно дешёвым и не имел экспортных ограничений, которые были бы наложены при использовании американских двигателей. Двигатель Spey также позволял использовать упрощенную конструкцию воздухозаборника с закругленными краями. Задняя часть фюзеляжа самолёта является съемной, чтобы получить доступ к двигателю. Отдельные компании в Бразилии и Италии производили Spey для AMX по лицензии. Необычно для ударного самолёта этой эпохи также было то, что не было предпринято никаких попыток разработать самолёт для полета на сверхзвуковых скоростях.
Конструкция AMX включала в себя систему управления по принципу «двух ручек» (с помощью рычага управления двигателем и ручки управления), инерциальную навигационную систему, индикатор отображения информации на фоне лобового стекла и дисплеи на панели приборов, цифровую базу данных, комплекс активных и пассивных средств РЭБ и оборудование для дозаправки в воздухе. Бразильские и итальянские самолёты значительно различаются по своей авионике, например итальянские самолёты оснащены различными системами НАТО, которые считались избыточными на южноамериканском театре военных действий. AMX на вооружении Бразилии часто оснащаются наружными контейнерами с фото- или инфракрасной аппаратурой или оснащаться любыми блоками датчиков, крепящимися снаружи в передней части фюзеляжа, для использования самолёта в качестве разведывательного. Радаром дальнего действия для целей наведения оборудованы обе версии, однако конкретная модель радара также отличается у обоих операторов. В самолёте используется компьютер управления полетом производства GE Avionics. Для защиты самолёта установлены обширные меры электронного противодействия, включая пассивную приемную антенну, установленную в задней части самолёта и контейнер с активным блоком постановки помех, который обычно устанавливается на одном из узлов подвески вооружения.
На AMX могут применяться различные боеприпасы, которые размещаются на одной центральной и четырёх подкрыльевых узлах подвески, включая бомбы, управляемые и неуправляемые ракеты. Полезная нагрузка до 900 кг (2000 фунтов) может быть размещена на центральной и двух внутренних подкрыльевых пилонах, в то время как внешние пилоны могут нести до 500 кг (1000 фунтов) различных типов вооружения. Все четыре подкрыльевых точки подвески имеют вертикальные соединения для подвесных топливных баков для увеличения дальность полета самолёта, итальянские самолёты также оснащены фиксированной дозаправочной штангой. Контейнеры с различным оптическим или инфракрасным разведывательным оборудованием могут быть установлены снаружи на центральной точке подвески. На законцовках крыла предусмотрены направляющие для ракет класса «воздух-воздух» с инфракрасным наведением, таких как AIM-9 Sidewinder и MAA-1 Piranha. Итальянские самолёты оснащены пушкой с вращающимся блоком стволов M61 Vulcan калибра 20 мм по левому борту нижней части фюзеляжа. Соединённые Штаты отказались продавать M61 Бразилии, поэтому её AMX вместо этого оснащены двумя пушками DEFA 554 (DEFA cannon) калибра 30 мм.

## История службы

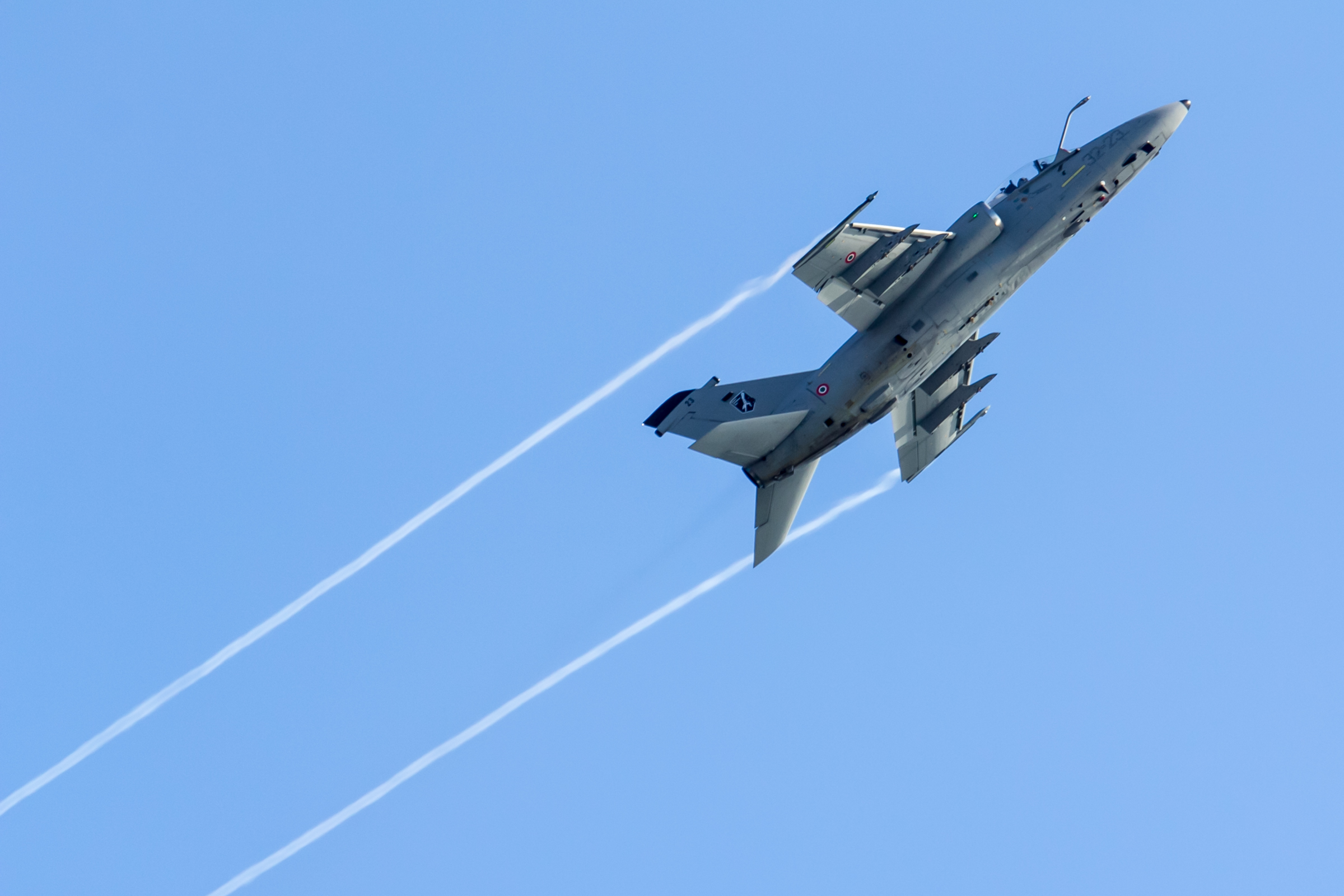
AMX ВВС Италии на Международном авиасалоне в Риме в 2014 году

Первым оперативным подразделением итальянских ВВС, в котором встал на службу AMX стала 103-я эскадрилья 51-го авиационного крыла (103° Gruppo of 51° Stormo), которая была сформирована в ноябре 1989 года. В феврале 1992 года ВВС Италии и Бразилии остановили полёты всех своих AMX после катастрофы итальянского самолёта, вызванной отказом в работе силовой установки. Эксплуатация AMX была в последующем возобновлена после устранения конструктивных недостатков двигателя.
В 1995 году Италия направила шесть самолётов AMX из состава 103-й эскадрильи для участия в операции «Запрет Полёта» по установлению бесполётной зоны над территорией Боснии и Герцеговины, за которой последовало аналогичное развертывание этих самолётов в поддержку миссии IFOR в этой стране. Это развертывание было прервано ещё одной полной остановкой полётов самолётов этого типа, снова из-за отказа двигателя, между январем и мартом 1996 года. Итальянские AMX использовались в 1999 году в войне в Косово. Вместо использования неуправляемых или более традиционных бомб с лазерным наведением, итальянские ВВС использовали десятки бомб Mk 82, оснащенных израильскими комплектами наведения Opher, фактически превращая неуправляемые авиабомбы в бомбы с инфракрасным наведением и коррекцией.
В конце 1990-х годов компания AMX International рассматривала возможность установки нового двигателя на свой самолёт, в частности был предложен турбовентиляторный двигатель Eurojet EJ200 без форсажной камеры, зато обладающий значительно большей тягой, чем существующая силовая установка. В 2005 году ВВС Италии запустили программу модернизации (ACOL Aggionamento Capacità Operative e Logistiche — модернизация эксплуатационных и логистических возможностей) для 55 своих самолётов AMX, добавив новую лазерную инерциальную навигационную систему, новые жидкокристаллические дисплеи в кабине и оборудовав самолёт под возможность использования авиабомб, дооборудованных аэродинамическим комплектом с наведением по GPS. В августе 2007 года компания Embraer начала масштабную программу модернизации и обновления 53 самолётов AMX A-1 ВВС Бразилии, уделяя особое внимание системам авионики и новому вооружению. Предполагается, что программа продлит срок службы парка этих самолётов после 2027 года.

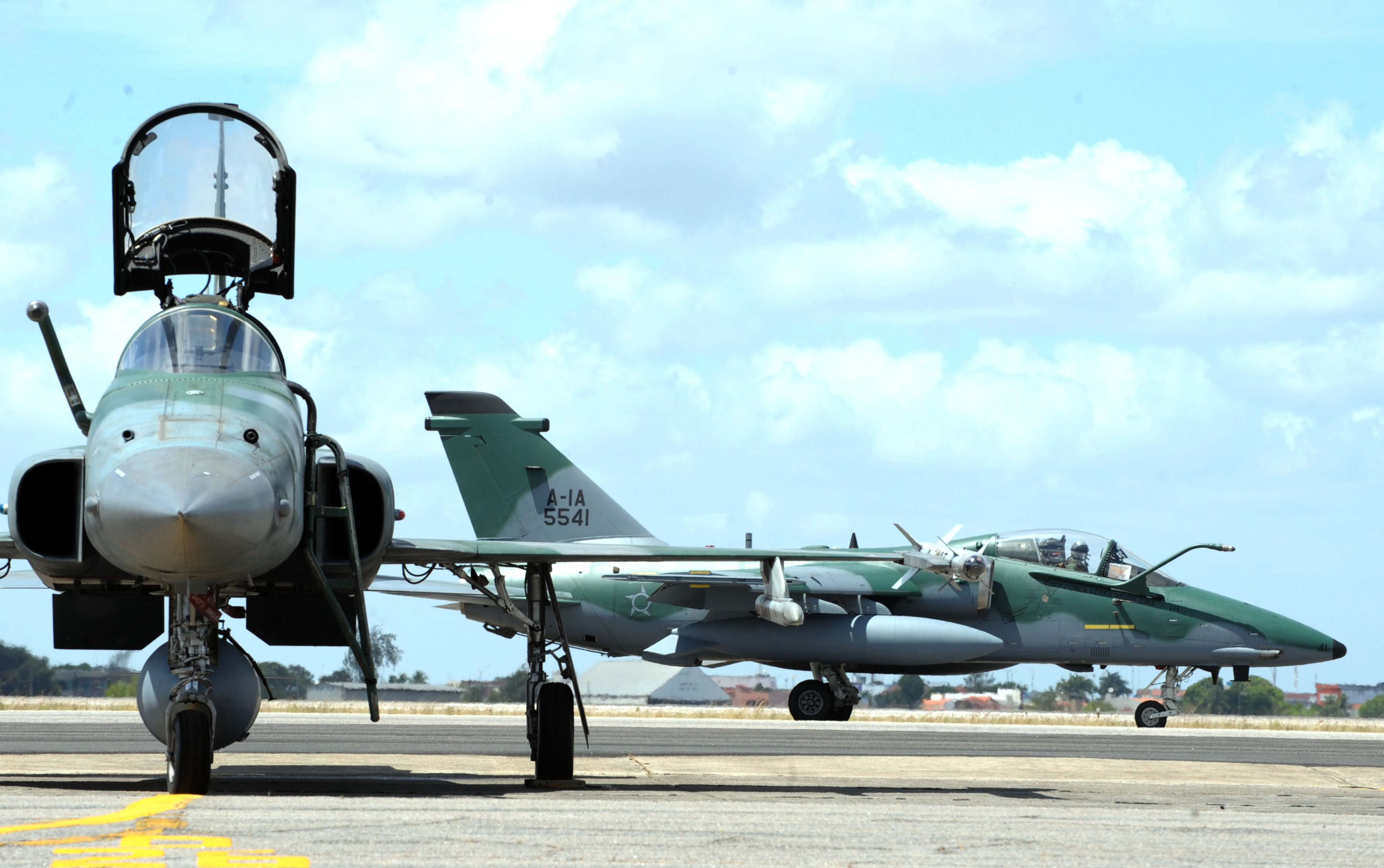
Пара AMX ВВС Бразилии в 2013 году

Начиная с ноября 2009 года четыре итальянских AMX были развернуты за рубежом для проведения операций в Афганистане, заменив такое же количество итальянских Panavia Tornado, использовавшихся в разведывательных целях. Особо следует отметить способность самолёта обмениваться цифровой электрооптической и инфракрасной сенсорной информацией с наземными войсками в режиме реального времени, предоставляя ценную разведывательную информацию и помогая минимизировать воздействие угрозы на поле боя. К концу 2010 года на афганском театре военных действий самолётами AMX было выполнено более 700 боевых вылетов. 28 мая 2014 года AMX выполнил свой последний боевой вылет в афганской кампании, а 20 июня 2014 года все оставшиеся AMX были выведены из Афганистана.
В 2011 году итальянские самолёты AMX использовались во время военной интервенции 2011 года в Ливии. Итальянские военные самолёты сбросили 710 управляемых бомб и ракет во время боевых вылетов. В частности, Tornado итальянских ВВС и истребители-бомбардировщики AMX сбросили 550 бомб и ракет, в то время как AV-8B военно-морских сил сбросили 160 управляемых бомб. В ходе конфликта самолёты AMX впервые использовали контейнеры наведения Litening в паре с управляемыми бомбами Paveway и JDAM. В начале 2016 года из-за ухудшения ситуации в Ливии Италия решила разместить дополнительные самолёты, включая четыре истребителя AMX, на авиабазе Басси в Трапани, Сицилия.
По сообщениям филиппинской прессы, В марте 2012 года Филиппины вели переговоры с Италией о возможной закупке подержанных самолётов AMX. Однако 28 марта 2014 года Министерство национальной обороны Филиппин подписало контракт на поставку 12 легких многоцелевых истребителей FA-50 корейского производства стоимостью 18,9 млрд филиппинских песо (421,12 млн долларов США).
5 апреля 2024 года на авиабазе Истрана на севере Италии состоялась церемония вывода самолётов AMX из состава ВВС Италии.

## Варианты
AMX

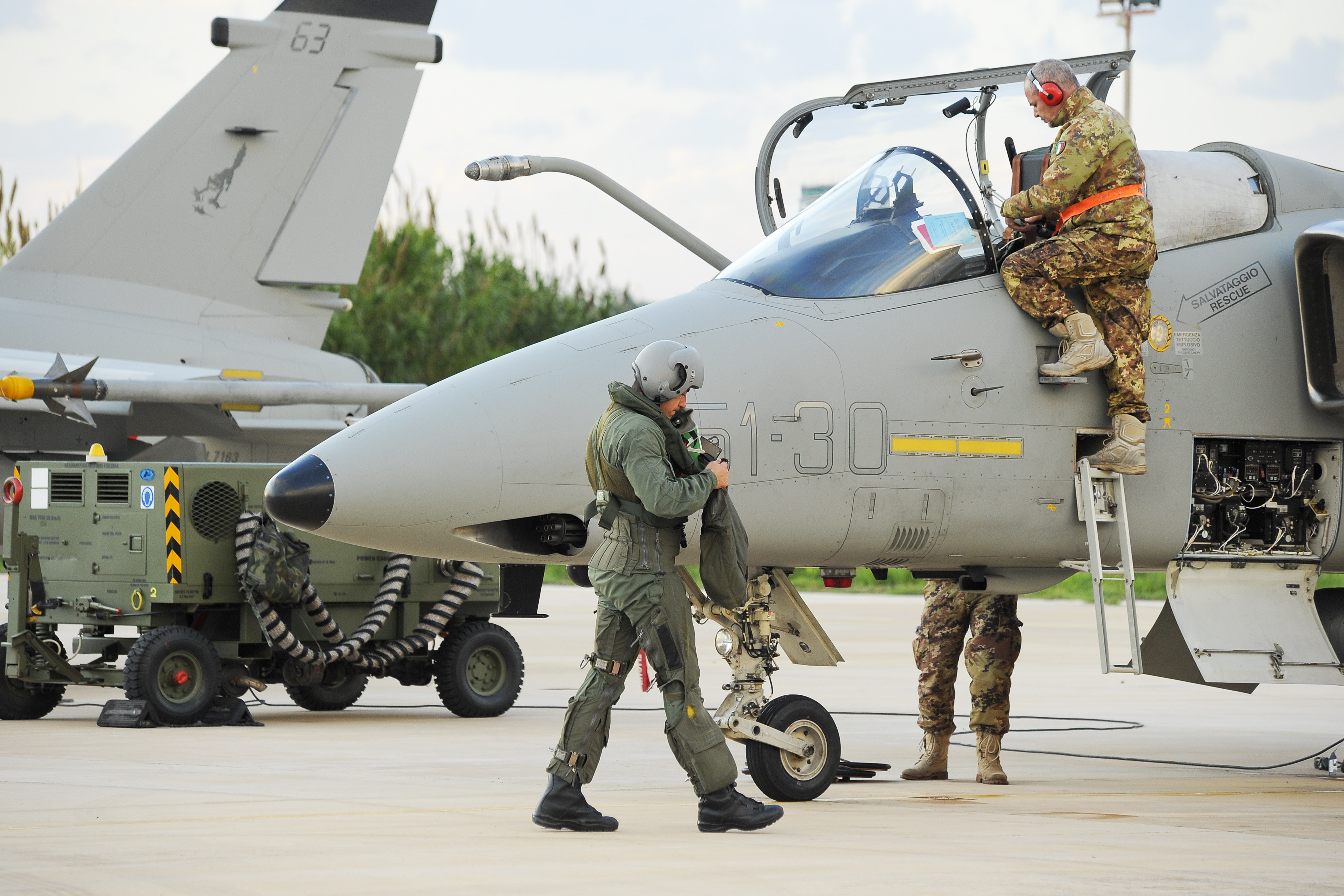
Пилот ВВС Италии на фоне AMX во время проведения учений НАТО Trident Juncture 2015

Лёгкий штурмовик. В Италии с 2012-го года в обозначается как A-11A Ghibli.
AMX-T
Двухместный учебно-боевой самолёт. В Италии с 2012-го года обозначается как TA-11A Ghibli.
AMX ACOL
Модернизированный AMX ВВС Италии. В 2003—2012 гг. было модернизировано всего 42 AMX. В Италии с 2012-го года в обозначается как A-11B Ghibli.
AMX-T ACOL
Модернизированный AMX-T ВВС Италии. В 2003—2012 гг. было модернизировано всего 10 AMX-T. В Италии с 2012-го года в обозначается как TA-11B Ghibli.
AMX-ATA
Двухместный лёгкий штурмовик. В 1998 году заказан для ВВС Венесуэлы, но из-за эмбарго США контракт не был реализован.
AMX-R (RA-1)
Лёгкий самолёт-разведчик на базе AMX для ВВС Бразилии. Переоборудовано 15 самолётов.
A-1M
Модифицированные AMX ВВС Бразилии: новый радар, навигационное оборудование, новое остекление кабины.

## Эксплуатанты

Эксплуатанты:
текущие (Бразилия);
бывшие (Италия)

### Текущие

#### Бразилия
ВВС Бразилии — всего поставлено 45 AMX, 14 AMX-T и 1 прототип.
По состоянию на 2024 г. на вооружении состоит 10 A-1A/B, 11 A-1M 11, 3 A-1BM.

### Бывшие
Италия — выведены из состава ВВС в 2024 году.

## Катастрофы и аварии
| Дата       | Бортовой номер | Место катастрофы                         | Жертвы | Описание |
| ---------- | -------------- | ---------------------------------------- | ------ | --- |
| 01.01.1984 | MMX594         | Казелле-Торинезе                         | 1/1    | Отказ двигателя при взлёте. Пилот, уводя самолёт от жилой застройки, поздно катапультировался и погиб.                                |
| 07.11.1990 | MM7108         | Пьяченца                                 | 0/1    | Возгорание двигателя в воздухе, пилот катапультировался.                                                                              |
| 04.02.1992 | MM7113         | Гадзо-Веронезе                           | 0/1    | Отказ двигателя, пилот катапультировался. Самолёт упал на деревенское здание, в котором возник пожар. 1 местный житель получил ожоги. |
| 27.08.1993 | MM7137         | Северное море в 5 км от мыса Блованн Хук | 1/1    | Самолёт упал в море во время учений НАТО.                                                                                             |
| 07.09.1993 | MM7136         | Сан-Годенцо                              | 0/1    | Отказ двигателя, пилот катапультировался.                                                                                             |
| 06.04.1994 | MM7109         | Гран-Сассо-д’Италия                      | 1/1    | Врезался в гору. |
| 09.01.1996 | MM7121         | Аркуата-дель-Тронто                      | 0/1    | Отказ двигателя, пилот катапультировался.                                                                                             |
| 06.01.1997 | 5532           | Гонсалвис                                | 1/1    | Разбился во время испытательного полёта.                                                                                              |
| 24.01.1998 | 5516           | Флаг Бразилии                            | 1/1    | Упал в море в 19 км от побережья. |
| 08.02.2001 | MM7188         | Тревизо                                  | 1/1    | Отказ двигателя, пилот погиб при катапультировании.                                                                                   |
| 12.04.2001 | MM7187         | Адриатическое море                       | 1/1    | Упал в море, пилот погиб при катапультировании.                                                                                       |
| 07.08.2001 | MM55028        | Гамбатеза                                | 1/1    | Самолёт AMX-T разрушился в воздухе.                                                                                                   |
| 25.03.2002 | 5556           | Флаг Бразилии                            | 0/2    | Самолёт AMX-T (A-1B) разбился во время тренировочного полёта, пилоты катапультировались.                                              |
| 15.04.2002 | MM7181         | Тревизо                                  | 0/1    | Разбился, пилот катапультировался. |
| 20.10.2005 | MM7140         | Сардиния                                 | 0/1    | Разбился после взлёта из-за произвольно открывшегося фонаря, пилот катапультировался.                                                 |
| 25.11.2007 | MM55048        | Чемпинь                                  | 0/2    | Самолёт AMX-T разбился во время тренировочного полёта из-за отказа двигателя, пилоты катапультировались.                              |
| 06.12.2012 | 5540           | Пиратуба                                 | 1/1    | Разбился. |
| 01.08.2014 | MM7115         | Каровилли                                | 0/1    | Разбился во время испытательного полёта после модернизации, пилот катапультировался.                                                  |
| 26.01.2015 | MM7193         | Альбасете                                | 0/0    | Сгорел на стоянке авиабазы после падения на неё взлетающего греческого F-16D. Всего было повреждено 5 самолётов, погибло 11 человек.  |

## Тактико-технические характеристики
Источник данных: Jane's 

Технические характеристики
- Экипаж: 1 пилот
- Длина: 13,23 м
- Размах крыла: 8,875 м

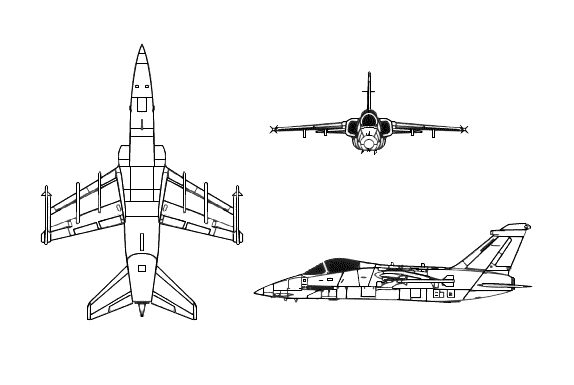
Проекции AMX

  - с ракетами на концах крыла: 9,97 м
- Высота: 4,55 м
- Площадь крыла: 21,0 м²
- Коэффициент удлинения крыла: 3,8
- Коэффициент сужения крыла: 0,5
- Стреловидность по передней кромке: 31°
- База шасси: 4,7 м
- Колея шасси: 2,15 м
- Масса пустого: 7000 кг
- Нормальная взлётная масса: 10 750 кг (при типовой нагрузке)
- Максимальная взлётная масса: 13 000 кг
- Масса топлива во внутренних баках: 220 кг
- Объём топливных баков: 3500 л (+ 2×1100 л и 2×580 л ПТБ)
- Силовая установка: 1 × ТРДД Rolls-Royce RB 168 Sprey Mk 807
- Тяга: 1 × 49,1 кН

Лётные характеристики
- Максимальная скорость:  
  - у земли: 0,83 Маха
  - на высоте: 0,86 Маха на 9140 м (1053км/час)
- Боевой радиус: 926 км (при максимальной взлётной массе, полёт по профилю большая-малая-большая высота)
- Перегоночная дальность: 3333 км (с 2×1000 л ПТБ)
- Практический потолок: 12 800 м
- Скороподъёмность: 52 м/с
- Нагрузка на крыло: 619,1 кг/м² (при максимальной взлётной массе)
- Тяговооружённость: 0,38 (265 кг/кН) (при максимальной взлётной массе)
- Длина разбега: 1442 м (при максимальной взлётной массе)
- Длина пробега: 753 м (при максимальной посадочной массе)
- Максимальная эксплуатационная перегрузка: −3,0/+7,3 g

Вооружение
- Стрелково-пушечное:  
  - 1×20 мм шестиствольная пушка M61A1 с 350 снарядами (для ВВС Италии) или 2×30 мм пушки DEFA 554 (для ВВС Бразилии)
- Точки подвески: 9
- Боевая нагрузка: 3800 кг различного вооружения